# Antonio Conte
Antonio Conte (ur. 31 lipca 1969 w Lecce) – włoski piłkarz i trener piłkarski.

## Kariera piłkarska

### Kariera klubowa

#### US Lecce
Wychowanek miejscowego klubu US Lecce. 6 kwietnia 1986 zadebiutował w Serie A na pozycji pomocnika w meczu przeciwko Pisa Calcio (1:1), mając wtedy 16 lat, 8 miesięcy i 13 dni. Swoją pierwszą bramkę w Serie A strzelił 11 listopada 1989 roku w meczu Napoli-Lecce (3:2).

#### Juventus F.C.
Latem 1991 został kupiony za 7 milionów lirów do Juventusu, a 17 listopada 1991 debiutował w koszulce Juve w meczu derbowym z Torino FC. Z Juventusem odnosił wiele sukcesów, między innymi pięć razy zdobył mistrzostwo Włoch, w 1993 roku wygrał Puchar UEFA, a w 1996 Ligę Mistrzów. W 1996 roku, po odejściu Gianluki Viallego i Fabrizia Ravanellego, został kapitanem drużyny. W sezonie 2001/02 przez coraz rzadsze wychodzenie w podstawowym składzie Juventusu stracił opaskę kapitana na rzecz Alessandra Del Piero. 4 kwietnia 2004 r. rozegrał ostatni mecz w Serie A na San Siro przeciwko Interowi (3:2) i w tym samym roku zakończył karierę zawodniczą.

### Kariera reprezentacyjna
27 maja 1994 debiutował w reprezentacji Włoch w meczu towarzyskim przeciwko Finlandii (2:0). Występował w meczach ćwierćfinałowym i półfinałowym MŚ 1994, ale nie zagrał w finale z Brazylią (0:0, k.2:3). Kontuzja wyeliminowała go z Euro 1996. 27 marca 1999 strzelił pierwszego gola w meczu eliminacyjnym do mistrzostw Europy przeciwko Danii (2:1). Brał udział w Euro 2000, gdzie 24 czerwca zagrał swój ostatni mecz w koszulce Squadra Azzurra w ćwierćfinale przeciwko Rumunii (2:0).

## Kariera trenerska
W latach 2005–2006 był drugim trenerem Sieny, w latach 2006–2007 był szkoleniowcem AC Arezzo, a w 2007 rozpoczął pracę z AS Bari. W 2009 wygrał z nią rozgrywki Serie B i awansował do pierwszej ligi. Po zakończeniu rozgrywek odszedł jednak z zespołu z powodu braku porozumienia z kierownictwem Bari w sprawie planów transferowych. 21 września 2009 Conte został szkoleniowcem Atalanty BC zastępując Angelo Gregucciego. Pracował tam do stycznia 2010 roku, po czym złożył rezygnację. 23 maja 2010 Conte został trenerem Sieny. Rok później objął stanowisko szkoleniowca drużyny, w której występował jako piłkarz – Juventusu. 6 maja 2012, na jedną kolejkę przed zakończeniem sezonu, zdobył w roli szkoleniowca Juve tytuł Mistrza Włoch, wygrywając z Cagliari 2:0. 15 lipca 2014 Conte zrezygnował z funkcji trenera Juventusu, z powodu polityki transferowej.
14 sierpnia 2014 roku został nowym szkoleniowcem reprezentacji Włoch. Po zakończeniu Euro 2016 Antonio Conte objął funkcję szkoleniowca Chelsea. Kontrakt miał być ważny przez 3 lata.
13 lipca 2018 został zwolniony z posady trenera Chelsea.
31 maja 2019 otrzymał nominację na stanowisko nowego szkoleniowca Interu Mediolan, na którym zastąpił Luciano Spalettiego. W sezonie 2020/2021 z drużyną Interu Mediolan zdobył Mistrzostwo Włoch
27 maja 2021 po zdobyciu mistrzostwa Włoch z Interem Mediolan zdecydował o rezygnacji z funkcji trenera Interu. 
2 listopada 2021 został trenerem Tottenhamu Hotspur. Podpisał kontrakt ważny do 30 czerwca 2023 roku. 
26 marca 2023 rozstał się z Tottenhamem. Umowę rozwiązano za porozumieniem stron. Przyczyną rozstania była wypowiedź włoskiego szkoleniowca, w której jawnie skrytykował on władze klubu z Londynu.
1 lipca 2024 objął SSC Napoli, przejmując stery po Francesco Calzonie. Podpisał z tym klubem umowę, która ma obowiązywać do 30 czerwca 2027. W sezonie 2024/2025 doprowadził Napoli do tytułu mistrza Włoch.

## Statystyki kariery

### Trener
Aktualne na 18 marca 2023.
| Zespół         | Od               | Do                   | Statystyka | Statystyka | Statystyka | Statystyka | Statystyka |
| Zespół         | Od               | Do                   | M          | W          | R          | P          | % W        |
| -------------- | ---------------- | -------------------- | ---------- | ---------- | ---------- | ---------- | ---------- |
| Arezzo         | 1 lipca 2006     | 31 października 2006 | 12         | 1          | 7          | 4          | 8,33       |
| Arezzo         | 13 marca 2007    | 30 czerwca 2007      | 15         | 8          | 3          | 4          | 53,33      |
| Bari           | 27 grudnia 2007  | 23 czerwca 2009      | 67         | 32         | 22         | 13         | 47,76      |
| Atalanta BC    | 21 września 2009 | 7 stycznia 2010      | 14         | 3          | 4          | 7          | 21,43      |
| Siena          | 23 maja 2010     | 21 maja 2011         | 44         | 22         | 14         | 8          | 50,00      |
| Juventus F.C.  | 31 maja 2011     | 15 lipca 2014        | 151        | 102        | 34         | 15         | 67,55      |
| Włochy         | 14 sierpnia 2014 | 2 lipca 2016         | 25         | 14         | 7          | 4          | 56,00      |
| Chelsea        | 3 lipca 2016     | 13 lipca 2018        | 106        | 69         | 17         | 20         | 65,09      |
| Inter Mediolan | 31 maja 2019     | 26 maja 2021         | 102        | 64         | 23         | 15         | 62,75      |
| Tottenham      | 2 listopada 2021 | –                    | 76         | 41         | 12         | 23         | 53,95      |
| Łącznie        | Łącznie          | Łącznie              | 612        | 356        | 143        | 113        | 58,17      |

## Osiągnięcia
| Juventus - Mistrzostwo Włoch: 1994/95, 1996/97, 1997/98, 2001/02, 2002/03 - Puchar Włoch: 1994/95 - Superpuchar Włoch: 1995, 1997, 2002, 2003 - Liga Mistrzów: 1995/96 - Puchar UEFA: 1992/93 - Puchar Intertoto: 1999 - Finał Pucharu Włoch: 2001/02, 2003/04 - Finał Ligi Mistrzów: 1996/97, 1997/98, 2002/03 - Finał Pucharu UEFA: 1994/95 Włochy - Wicemistrzostwo świata: 1994 - Wicemistrzostwo Europy: 2000 | Bari - Serie B: 2008/09 Juventus - Mistrzostwo Włoch: 2011/12, 2012/13, 2013/14 - Superpuchar Włoch: 2012, 2013 - Finał Pucharu Włoch: 2011/12 Chelsea - Mistrzostwo Anglii: 2016/17 - Puchar Anglii: 2017/18 - Finał Pucharu Anglii: 2016/17 Inter Mediolan - Mistrzostwo Włoch: 2020/21 - Finał Ligi Europy UEFA: 2019/2020 |